# Thalassius massajae
Thalassius massajae är en spindelart som först beskrevs av Pietro Pavesi 1883.  Thalassius massajae ingår i släktet Thalassius och familjen vårdnätsspindlar. Inga underarter finns listade i Catalogue of Life.